# Municipio de Clark (condado de Chariton)
El municipio de Clark (en inglés: Clark Township) es un municipio ubicado en el condado de Chariton en el estado estadounidense de Misuri. En el año 2010 tenía una población de 456 habitantes y una densidad poblacional de 4,86 personas por km².

## Geografía
El municipio de Clark se encuentra ubicado en las coordenadas 39°39′47″N 92°55′2″O / 39.66306, -92.91722. Según la Oficina del Censo de los Estados Unidos, el municipio tiene una superficie total de 93.78 km², de la cual 93,13 km² corresponden a tierra firme y (0,69 %) 0,64 km² es agua.

## Demografía
Según el censo de 2010, había 456 personas residiendo en el municipio de Clark. La densidad de población era de 4,86 hab./km². De los 456 habitantes, el municipio de Clark estaba compuesto por el 98,46 % blancos, el 0,22 % eran afroamericanos y el 1,32 % eran de una mezcla de razas. Del total de la población el 0,22 % eran hispanos o latinos de cualquier raza.